# 17612 Whiteknight
17612 Whiteknight (1995 UW6) là một tiểu hành tinh vành đai chính được phát hiện ngày 20 tháng 10 năm 1995 bởi N. Sato và T. Urata ở Chichibu.